# Jászer al-Sahrání
Yasser al-Shahrani (Dammám, 1992. május 25. –) szaúd-arábiai labdarúgó, az el-Hilál hátvédje, de az élvonalbeli klub középpályásként is bevetheti. 2012-ben szerződött az al-Kvadszijából jelenlegi csapatába. A 2011-es U20-as labdarúgó-világbajnokságon egy gólt szerzett.

## Sikerei, díjai
- el-Hilál
  - Szaúd-arábiai bajnokság: 2016–17, 2017–18, 2019–20, 2020–21, 2021–22, 2023–24
  - Szaúd-arábiai kupa: 2015, 2017, 2019–20, 2022–23, 2023–24
  - Koronaherceg Kupa: 2012–13, 2015–16
  - Szaúd-arábiai szuperkupa: 2015, 2018, 2021, 2023, 2024[1]
  - AFC-bajnokok ligája: 2019, 2021